# Albanski lek
Albanski lek (alb.: Leku, ISO 4217: ALL) novčana je jedinica Albanije. Sastoji se od 100 kindara (qindarkë).
Ime lek potječe od skraćenog imena Aleksandra Velikog (Leka i Madh), a naziv podjedinice potječe od albanske riječi qind, što znači "stotina".
Lek je sredstvo plaćanja od 1926. godine, kada je zamijenio otomanski novac, a tečaj leka bio je jednak tečaju talijanske lire. Lek je devalviran nakon talijanske okupacije. Monetarne reforme su provedene dva puta: 1965. i 1991. godine. Stari lek je mijenjan za novi u odnosi 10:1, a zatim i 50:1. U razdoblju između 1946. i 1948. godine, lek je bio vezan za jugoslavenski dinar, potom, do 1961. godine i za sovjetski rubalj, kada je promijenjena vrijednost rublja.

## Vanjske poveznice
- Narodna banka Albanije
- Kovanice
- Novčanice iz Albanije (njem.) (engl.)